# Гајгер—Милеров бројач
Гајгеров бројач или Гајгер—Милеров бројач је тип детектора честица који мери јонизујуће честице, најчешће алфа и бета.

## Опис и принцип рада
Сензор је Гајгер—Милерова цев, у којој се налази племенити гас (најчешће хелијум, неон или аргон), која проводи струју када честица или фотон радијације тренутно омогуће да гас постане проводник. Цев појачава ову проводност каскадним ефектом и на излазу даје тренутни импулс, који се затим очитава на дисплеју.
Модерни инструменти могу да региструју радиоактивност у распону интензитета од неколико редова величина. Неки бројачи могу да региструју и гама радијацију, мада је осетљивост обично мања за ову радијацију високих енергија него код других детектора. Уређај који се чешће користи за детекцију гама зрачења је натријум—јод сцинтилаторни детектор.
Постоје и разни типови алфа и бета детектора мада и даље предњачи Гајгер—Милеров бројач, пре свега због ниске цене и велике снаге.
Једна варијанта овог бројача се користи и за детекцију неутрона, с тим што се у цеви налази бор трифлуорид, гас са пластичним модератором, како би се неутрони успорили. Овиме се ствара гама радијација у унутрашњости детектора која се затим може претворити у употребљиве резултате мерења.